# Namibische Volleyballnationalmannschaft der Frauen
Die namibische Volleyballnationalmannschaft der Frauen ist die Auswahl namibischer Volleyballspielerinnen, welche die Namibian Volleyball Federation (NVF) auf internationaler Ebene repräsentiert. 1991 trat der nationale Verband dem Weltverband Fédération Internationale de Volleyball (FIVB) bei. Im August 2012 wurde die Mannschaft auf Rang 112 der Weltrangliste geführt.

## Internationale Wettbewerbe
Die Mannschaft konnte sich bisher nicht für eine Weltmeisterschaft, olympische Wettbewerbe oder Afrikameisterschaft sowie  Wettbewerben der Afrikaspiele, Volleyball World Cup oder World Grand Prix qualifizieren können.